# Paul Gees

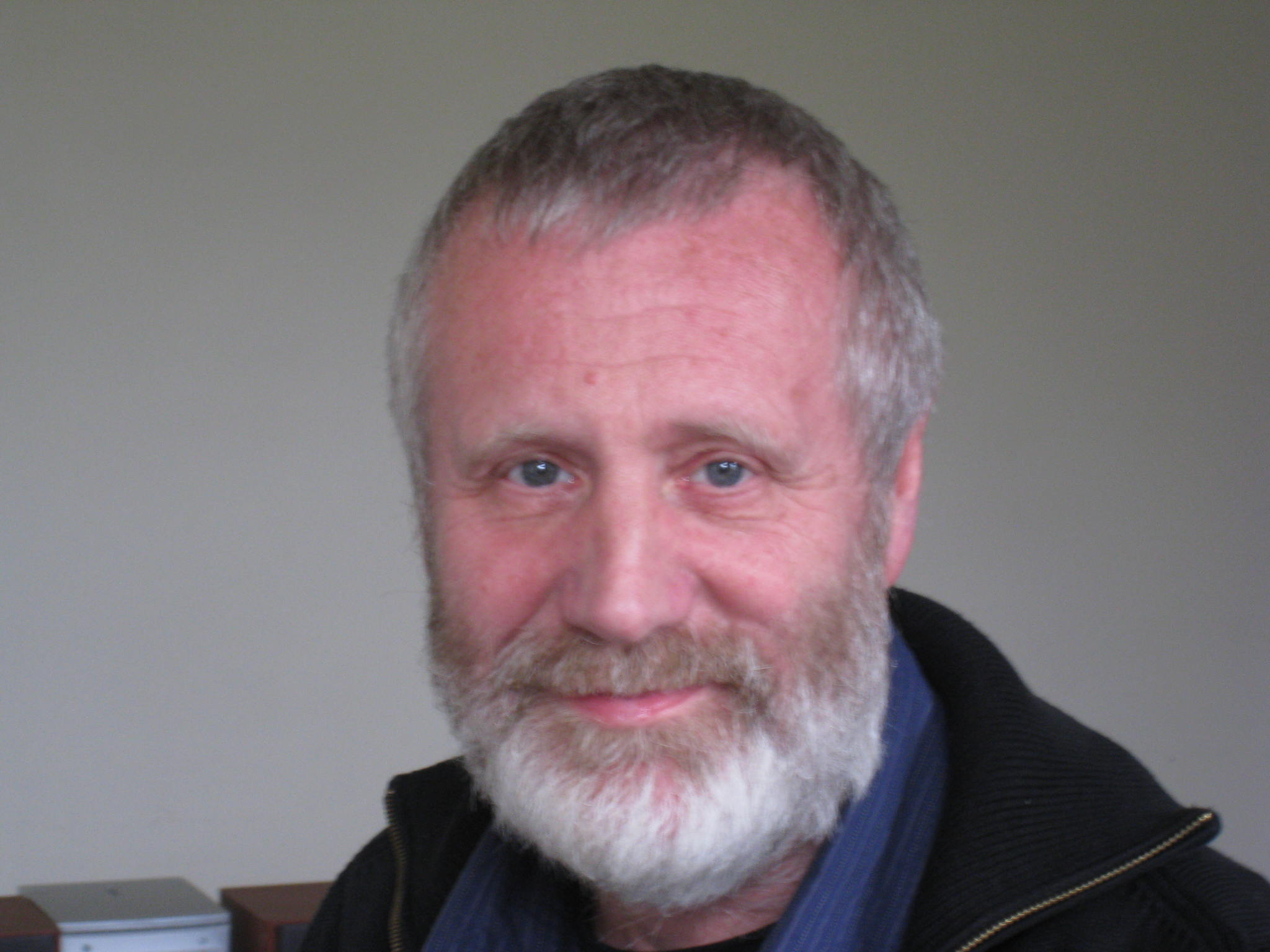
Paul Gees, 2008

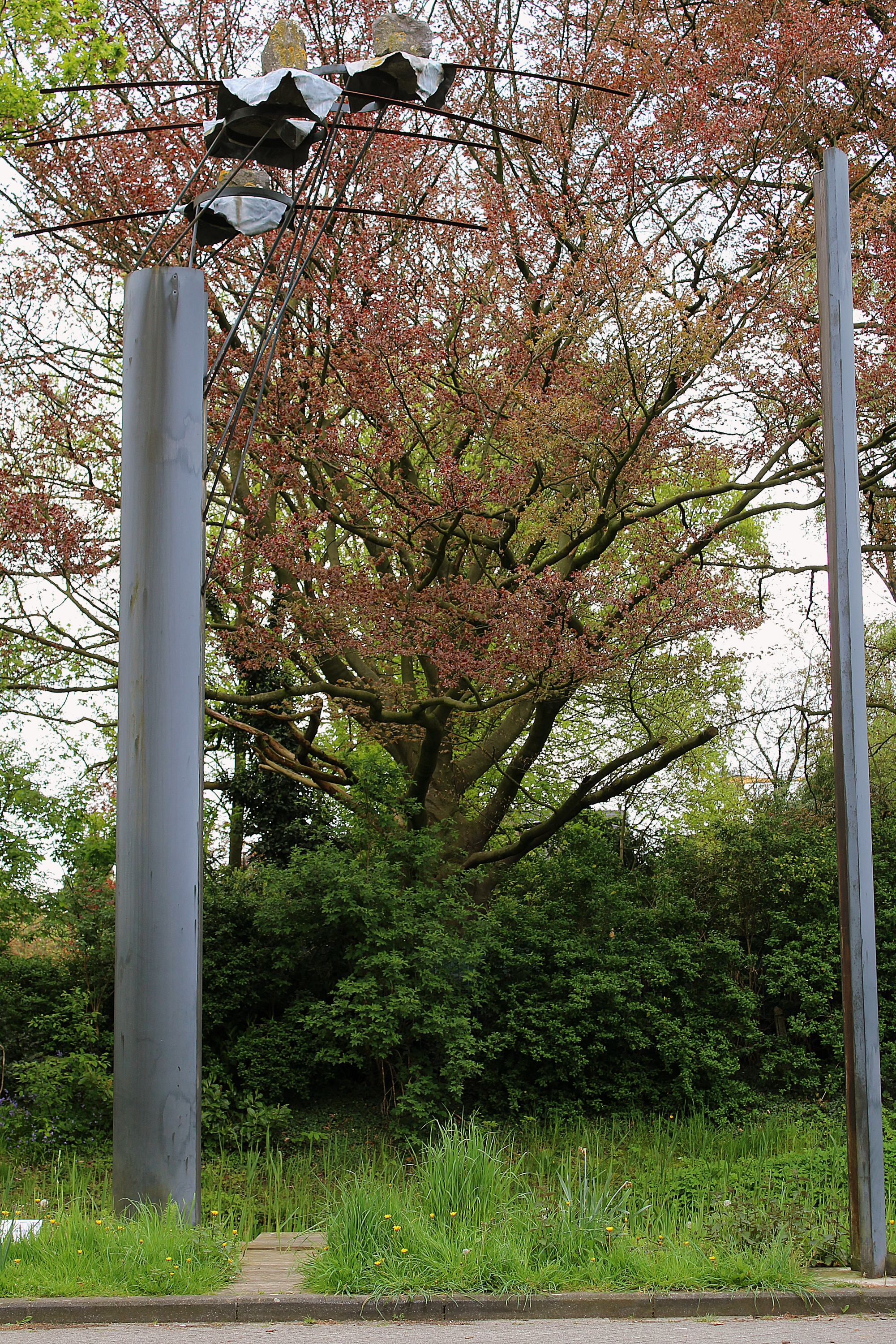
Als boom de sterren raken uit 1997 in Burcht (Zwijndrecht) voor het project Kunst in de straat

Paul Gees (Aalst, 1949) is een Vlaams beeldend kunstenaar, die leeft en werkt in Schoonaarde.

## Levensloop

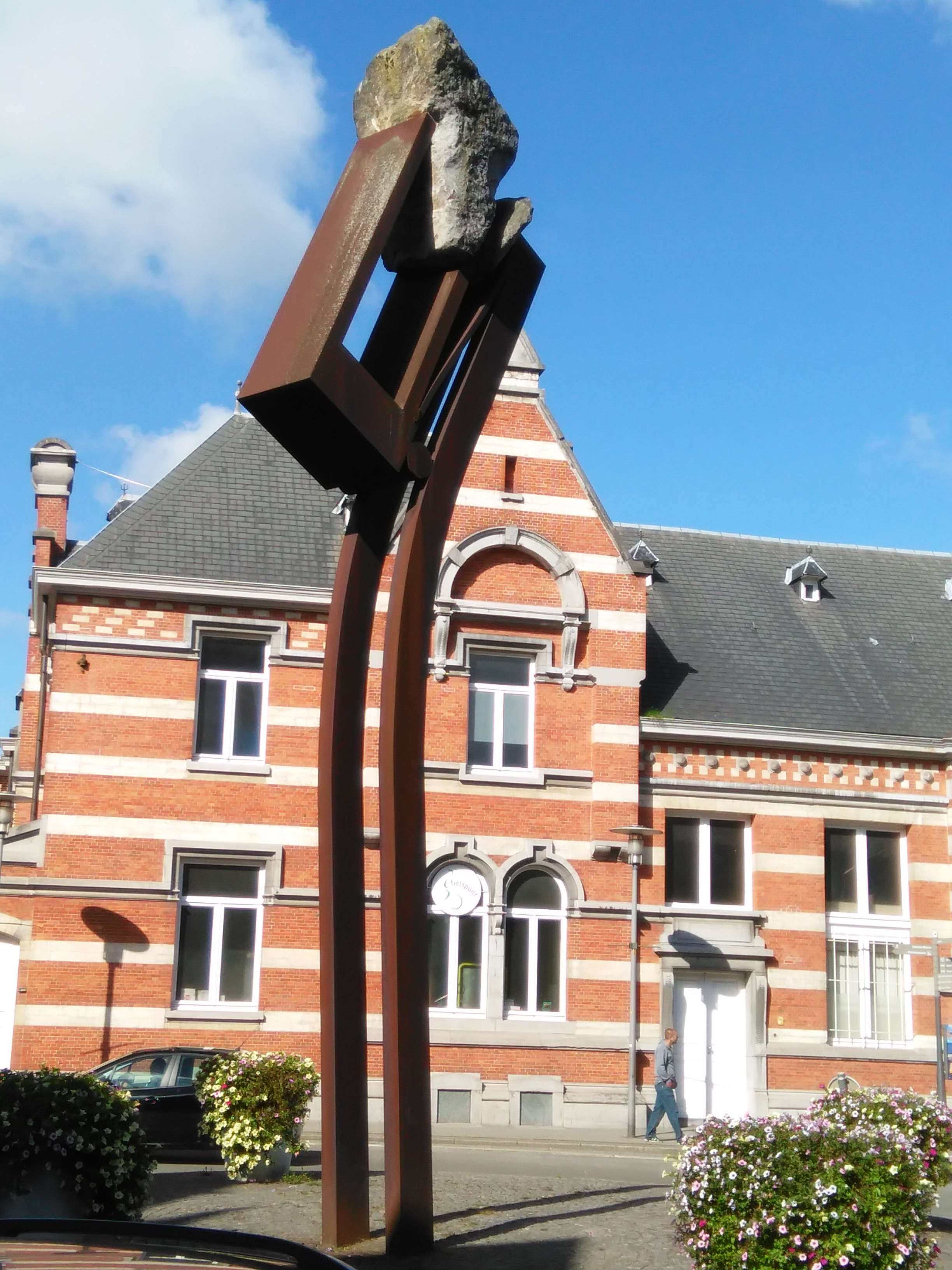
Beeld De Reiziger uit 1999 voor het station van Turnhout

De kunstenaar studeerde van 1969 tot 1973 aan het toenmalige Sint-Lucas te Brussel. Van vorming interieurarchitect, was hij van 1980 tot 1992 verbonden als leraar vormstudie aan het Sint-Lucas Hoger Instituut Binnenhuis en Bouw. Sinds 1992 werkt hij als docent beeldende vorming aan het Hoger Architectuurinstituut Sint-Lucas Gent-Brussel. Tot op heden nam hij deel aan talrijke individuele en groepstentoonstellingen. Enkele van zijn werken zijn opgenomen in publieke collecties. Tot zijn inspiratiebronnen rekent hij Richard Serra en Carl André.
Sinds drie decennia neemt zijn beeldhouwwerk een bijzondere plaats in de Belgische kunstscene in. Sinds 1980 onderzoekt Gees in zijn werk de relatie natuur-cultuur. Zijn sculpturen komen neer op bedacht samengestelde composities waarbij evenwicht, spanning en geraffineerd gevoel voor verhoudingen de boventoon voeren. Daarbij valt het weloverwogen gebruik van hout, metaal en gesteente sterk op. Metaal krijgt een constructieve en ruimte-omschrijvende betekenis, goed gedimensioneerd hout vormt een dynamische component en onbewerkte steen zorgt voor natuurlijke massa. Uit de confrontatie tussen deze traditionele materialen ontstaan spanningsvolle tegenstellingen in een breekbaar evenwicht.